# Stadion im. Akmatbeka Süjümbajewa
Stadion im. Akmatbeka Süjümbajewa – wielofunkcyjny stadion w Oszu w Kirgistanie, wykorzystywany głównie do meczów piłki nożnej. Swoje spotkania rozgrywają na nim drużyny piłkarskie Ałaj Osz i Ak-Buraa Osz. Stadion może pomieścić 12 000 osób.